# Norrbottens Stora Pris
Le Norrbottens Stora Pris (en français, Grand Prix de Norrbotten), Top of Europe Trot avant 2007, est une course hippique de trot attelé se déroulant au mois de juin sur l'hippodrome de Boden, en Suède.
C'est une course de Groupe I, longue de 2 140 m, réservée aux chevaux de 3 ans et plus ayant gagné au moins 950 001 SEK. En 2025, l'allocation s'élève à 1 810 000 SEK (environ 165 095 €), dont 1 000 000 SEK pour le vainqueur.

## Palmarès depuis 1980
| Année | Vainqueur         | Pays       | Père            | Driver             | Entraîneur          | Réd.km |
| ----- | ----------------- | ---------- | --------------- | ------------------ | ------------------- | ------ |
| 2025  | Gio Cash          | Allemagne  | Victor Gio      | Daniel Wäjersten   | Daniel Wäjersten    | 1'10"8 |
| 2024  | Francesco Zet     | Suède      | Father Patrick  | Örjan Kihlström    | Daniel Redén        | 1'10"7 |
| 2023  | Francesco Zet     | Suède      | Father Patrick  | Örjan Kihlström    | Daniel Redén        | 1'11"  |
| 2022  | Don Fanucci Zet   | Suède      | Hard Livin      | Örjan Kihlström    | Daniel Redén        | 1'13"7 |
| 2021  | Who's Who         | Suède      | Maharajah       | Örjan Kihlström    | Pasi Aikio          | 1'11"3 |
| 2020  | Antonio Tabac     | Suède      | Crazed          | Mika Forss         | Jörgen Westholm     | 1'11"1 |
| 2019  | Makethemark       | Suède      | Maharajah       | Ulf Ohlsson        | Petri Salmela       | 1'12"  |
| 2018  | Makethemark       | Suède      | Maharajah       | Björn Goop         | Petri Salmela       | 1'11"4 |
| 2017  | Oasis Bi          | Italie     | Toss Out        | Kim Eriksson       | Stefan Pettersson   | 1'10"8 |
| 2016  | Sauveur           | Suède      | Écho            | Åke Lindblom       | Åke Lindblom        | 1'11"8 |
| 2015  | El Mago Pellini   | Suède      | Chocolatier     | Adrian Kolgjini    | Lufti Kolgjini      | 1'12"6 |
| 2014  | Nahar             | Suède      | Love You        | Robert Bergh       | Robert Bergh        | 1'11"8 |
| 2013  | Nahar             | Suède      | Love You        | Robert Bergh       | Robert Bergh        | 1'12"1 |
| 2012  | Sanity            | Suède      | Love You        | Johnny Takter      | Malin Löfgren       | 1'11"6 |
| 2011  | Yarrah Boko       | Suède      | Coktail Jet     | Ulf Ohlsson        | Trond Anderssen     | 1'13"  |
| 2010  | Torvald Palema    | Suède      | Alf Palema      | Åke Svanstedt      | Åke Svanstedt       | 1'13"9 |
| 2009  | Global Glide      | États-Unis | Yankee Glide    | Åke Svanstedt      | Åke Svanstedt       | 1'12"1 |
| 2008  | Giant Superman    | Suède      | Giant Force     | Fredrik B. Larsson | Fredrik B. Larsson  | 1'12"4 |
| 2007  | Digger Crown      | Suède      | Lindy's Crown   | Erik Adielsson     | Stig H. Johansson   | 1'12"  |
| 2006  | Crown Kemp        | Suède      | Enjoy Lavec     | Robert Bergh       | Robert Bergh        | 1'13"6 |
| 2005  | Malabar Circle Ås | Suède      | Malabar Man     | Torbjörn Jansson   | Svante Båth         | 1'12"9 |
| 2004  | Top Guard         | Suède      | On Guard        | Bo Eklöf           | Olle Carlsson       | 1'12"6 |
| 2003  | Hilda Zonett      | Suède      | Spotlite Lobell | Robert Bergh       | Robert Bergh        | 1'13"1 |
| 2002  | Exchequer         | France     | Takima          | Erik Adielsson     | Asko Jaskari        | 1'13"6 |
| 2001  | Holm Nicke        | Suède      | Southern Newton | Erik Adielsson     | Petri Salmela       | 1'15"  |
| 2000  | Guenoso           | France     | Renoso          | Aki Antti-Roiko    | Pirjo Vauhkonen     | 1'14"5 |
| 1999  | Prince R.S.       | Suède      | Tibur           | Torbjörn Jansson   | Lars-Åke Gustafsson | 1'14"1 |
| 1998  | Remington Crown   | Suède      | Lord of All     | Robert Bergh       | Robert Bergh        | 1'13"4 |
| 1997  | Scandal Play      | Suède      | Super Play      | Bo Eklöf           | Lars Marklund       | 1'15"2 |
| 1996  | Go On Royal       | Suède      | Netted          | Ove A. Lindqvist   | Folke Riström       | 1'13"2 |
| 1995  | Isla J. Brave     | Finlande   | Choctaw Brave   | Aki Antti-Roiko    | Petri Klemola       | 1'13"7 |
| 1994  | Let Me Fly        | Suède      | Speedy Fly      | Robert Bergh       | Robert Bergh        | 1'16"7 |
| 1993  | Snabb             | Suède      | Messerschmitt   | Ola Samuelsson     | Ola Samuelsson      | 1'14"8 |
| 1992  | Bowls Lady        | Suède      | Super Bowl      | Stig H. Johansson  | Stig H. Johansson   | 1'14"7 |
| 1991  | The Big Apple     | Suède      | Zoot Suit       | Stig H. Johansson  | Stig H. Johansson   | 1'15"5 |
| 1990  | Bye Bye Rozz      | Suède      | Armbro Nick     | Ove Svedin         | Ove Svedin          | 1'16"1 |
| 1989  |                   |            |                 |                    |                     |        |
| 1988  | Lord Quick        | Suède      | Quick Pay       | Mats Rånlund       | Mats Rånlund        | 1'15"4 |
| 1987  | Amos Dote         | Suède      | The Prophet     | Stig Lindmark      | Stig Lindmark       | 1'16"5 |
| 1986  | Oki Rogue         | Suède      | Noble Rogue     | Gösta Carlsson     | Gösta Carlsson      | 1'16"8 |
| 1985  | Diva Lill         | Suède      | Glasgow         | Stig H. Johansson  | Stig H. Johansson   | 1'17"2 |
| 1984  | Le Grand Moulin   | Suède      | Atout du Moulin | Lars Lindberg      | Lars Lindberg       | 1'16"1 |
| 1983  | Egon Pan          | Suède      | Pay Dirt        | Berth Johansson    | Berth Johansson     | 1'16"7 |
| 1982  | Al Joe            | Suède      | Shatter Way     | Berth Johansson    | Berth Johansson     | 1'19"1 |
| 1981  | Zarella           | Suède      | Nisard          | Jan-Erik Erikson   | Jan-Erik Erikson    | 1'20"  |
| 1980  | Al Joe            | Suède      | Shatter Way     | Berth Johansson    | Berth Johansson     | 1'17"3 |